# 24. Międzynarodowy Festiwal Filmowy w Berlinie
24. Międzynarodowy Festiwal Filmowy w Berlinie odbył się w dniach 21 czerwca-2 lipca 1974 roku. W konkursie głównym zaprezentowano 24 filmy pochodzące z 18 różnych krajów.
Jury pod przewodnictwem argentyńskiego reżysera Rodolfo Kuhna przyznało nagrodę główną festiwalu, Złotego Niedźwiedzia, kanadyjskiemu filmowi Kariera Duddy Kravitza w reżyserii Teda Kotcheffa. Drugą nagrodę w konkursie głównym, Srebrnego Niedźwiedzia – Nagrodę Specjalną Jury, przyznano francuskiemu filmowi Zegarmistrz od świętego Pawła w reżyserii Bertranda Taverniera.

## Członkowie jury

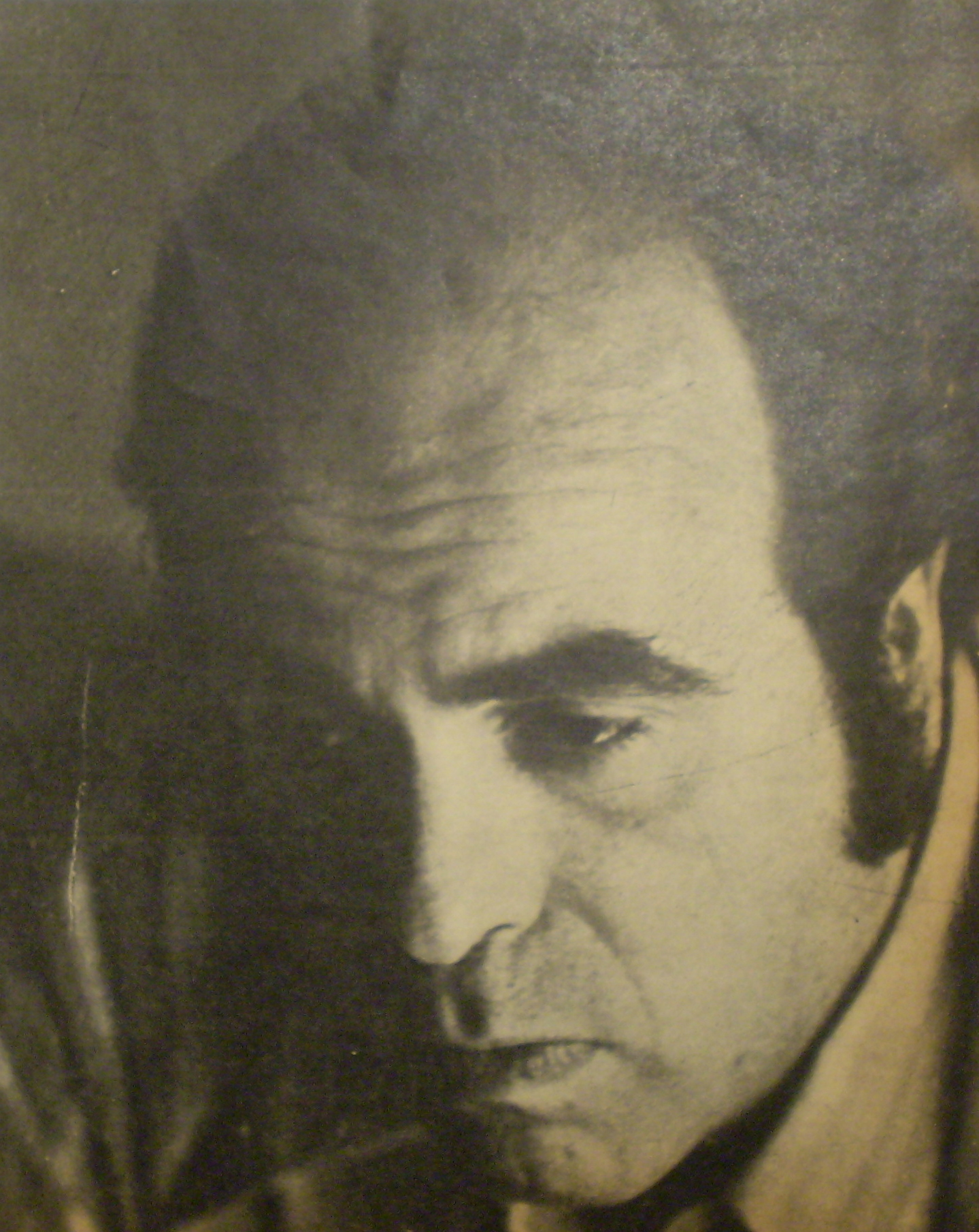
Przewodniczący jury konkursu głównego Rodolfo Kuhn.

### Konkurs główny
- Rodolfo Kuhn, argentyński reżyser – przewodniczący jury[2]
- Pietro Bianchi, włoski krytyk filmowy
- Gérard Ducaux-Rupp, francuski producent filmowy
- Kurt Heinz, niemiecki kompozytor
- Margaret Hinxman, brytyjska krytyczka filmowa
- Akira Iwasaki, japoński krytyk filmowy
- Arthur Knight, amerykański krytyk filmowy
- Manfred Purzer, niemiecki scenarzysta filmowy
- Piet Ruivenkamp, holenderski krytyk filmowy

## Selekcja oficjalna

### Konkurs główny
Następujące filmy zostały wyselekcjonowane do udziału w konkursie głównym o Złotego Niedźwiedzia i Srebrne Niedźwiedzie:
| Tytuł polski                                 | Tytuł oryginalny                                    | Reżyseria                | Kraj produkcji    |
| -------------------------------------------- | --------------------------------------------------- | ------------------------ | ----------------- |
| Miłość kapitana Brando                       | El amor del capitán Brando                          | Jaime de Armiñán         | Hiszpania         |
| Ankur                                        | अंकुर Ankur                                           | Shyam Benegal            | Indie             |
| Kariera Duddy Kravitza                       | The Apprenticeship of Duddy Kravitz                 | Ted Kotcheff             | Kanada            |
| Pieśń porannej zorzy                         | 朝やけの詩 Asayake no uta                           | Kei Kumai                | Japonia           |
| Wojna Bobby’ego                              | Bobbys krig                                         | Arnljot Berg             | Norwegia          |
| Charley One-Eye                              | Charley One-Eye                                     | Don Chaffey              | Wielka Brytania   |
| Opowieść o Effi Briest                       | Fontane Effi Briest                                 | Rainer Werner Fassbinder | RFN               |
| Czarny czwartek                              | Les guichets du Louvre                              | Michel Mitrani           | Francja           |
| Garść miłości                                | En handfull kärlek                                  | Vilgot Sjöman            | Szwecja           |
| Zaczarowany las                              | Ha’Ya’ar Ha-Kasum                                   | Shlomo Suriano           | Izrael            |
| Zegarmistrz od świętego Pawła                | L’horloger de Saint-Paul                            | Bertrand Tavernier       | Francja           |
| Im Namen des Volkes                          | Im Namen des Volkes                                 | Ottokar Runze            | RFN               |
| Mały Malcolm                                 | Little Malcolm and His Struggle Against the Eunuchs | Stuart Cooper            | Wielka Brytania   |
| De loteling                                  | De loteling                                         | Roland Verhavert         | Belgia            |
| Ziemia jest grzeszną pieśnią                 | Maa on syntinen laulu                               | Rauni Mollberg           | Finlandia         |
| Chleb i czekolada                            | Pane e cioccolata                                   | Franco Brusati           | Włochy            |
| Powstanie w Patagonii                        | La Patagonia rebelde                                | Héctor Olivera           | Argentyna         |
| Pelikan                                      | Le pélican                                          | Gérard Blain             | Francja           |
| Przedstawienie 'Hamleta' we wsi Głucha Dolna | Predstava Hamleta u selu Mrduša Donja               | Krsto Papić              | Jugosławia        |
| Sagarana, o Duelo                            | Sagarana, o Duelo                                   | Paulo Thiago             | Brazylia          |
| Martwa natura                                | طبیعت بی‌جان Tabiate bijan                           | Sohrab Shahid-Saless     | Iran              |
| There Is No 13                               | There Is No 13                                      | William Sachs            | Stany Zjednoczone |
| Dwoje                                        | Two                                                 | Charles Trieschmann      | Stany Zjednoczone |
| Zeami                                        | Zeami                                               | Susumu Harada            | Japonia           |

### Pokazy pozakonkursowe
Następujące filmy zostały wyświetlone na festiwalu w ramach pokazów pozakonkursowych:
| Tytuł polski        | Tytuł oryginalny                         | Reżyseria         | Kraj produkcji |
| ------------------- | ---------------------------------------- | ----------------- | -------------- |
| Z tobą i bez ciebie | С тобой и без тебя S toboj i biez tiebia | Rodion Nachapetow | ZSRR           |

## Laureaci nagród

### Konkurs główny
Złoty Niedźwiedź
- Kariera Duddy Kravitza, reż. Ted Kotcheff

Srebrny Niedźwiedź – Nagroda Specjalna Jury
- Zegarmistrz od świętego Pawła, reż. Bertrand Tavernier

Srebrny Niedźwiedź
- Chleb i czekolada, reż. Franco Brusati
- Im Namen des Volkes, reż. Ottokar Runze
- Mały Malcolm, reż. Stuart Cooper
- Martwa natura, reż. Sohrab Shahid-Saless
- Powstanie w Patagonii, reż. Héctor Olivera

### Konkurs filmów krótkometrażowych
Złoty Niedźwiedź dla najlepszego filmu krótkometrażowego
- The Concert, reż. Claude Chagrin

Srebrny Niedźwiedź – Nagroda Jury dla filmu krótkometrażowego
- Sea Creatures, reż. Robin Lehman
- Straf, reż. Olga Madsen

### Pozostałe nagrody
Nagroda FIPRESCI
- Konkurs główny:  Martwa natura, reż. Sohrab Shahid-Saless

Wyróżnienie FIPRESCI
- Forum Nowego Kina:  Zaręczyny Anny, reż. Pantelis Wulgaris

Nagroda czytelników „Berliner Morgenpost”
- Miłość kapitana Brando, reż. Jaime de Armiñán